# Стероли

Структурна формула стеролу (стерину)

Стеро́ли, або стери́ни — похідні вуглеводню холестану, що містять в 3-му положенні стеранового циклу гідроксильну групу, тобто є вторинними спиртами — стеролами. Вони — найпоширеніші стероїди, що наявні в мембранних структурах всіх тваринних і рослинних клітин (зоостероли, фітостероли).
Головним стеролом тварин є холестерол. У рослинних жирах холестеролу немає, але є інші стероли: брасикостерол, кампастерол, стигмастерол, бета-ситостерол та інші.
Вміст стеролів у молоці — до 0,03 %. З вільних стеринів в молоці трапляються холестерин та ергостерин.
Стерини здатні утворювати естери з жирними кислотами — стериди.